# ニコラウス・ヴィルヘルム・フォン・ナッサウ
ニコラウス・ヴィルヘルム・ツー・ナッサウ（Nikolaus Wilhelm zu Nassau, 1832年9月20日 - 1905年9月17日）は、ドイツ・ナッサウ公国の公子。ルクセンブルク大公アドルフの異母弟、スウェーデン王妃ソフィアの同母兄である。

## 生涯
ナッサウ公ヴィルヘルムとその2番目の妻でヴュルテンベルク王子パウルの娘であるパウリーネの間の息子として生まれた。フランス軍の士官となり、1859年に第2次イタリア独立戦争に従軍している。
1862年にギリシャ王オソン1世が廃位されると、イギリスの首相パーマストン卿によって次のギリシャ国王の候補に立てられた。パーマストン卿は帝政ロシアとの結びつきの強い国王を選ぶのが適切と考えており、大勢の親族がロシア帝室に嫁いでいるニコラウスが適当と映ったのである。しかし、フランス皇帝ナポレオン3世は、自国の士官がクリミア戦争で交戦して日も浅いロシア帝国との結びつきからギリシャ王になるのは不愉快だとして、これに反対した。結局、ギリシャ王位に就いたのはグリュックスブルク家のデンマーク王子ヴィルヘルム（ゲオルギオス1世）であった。

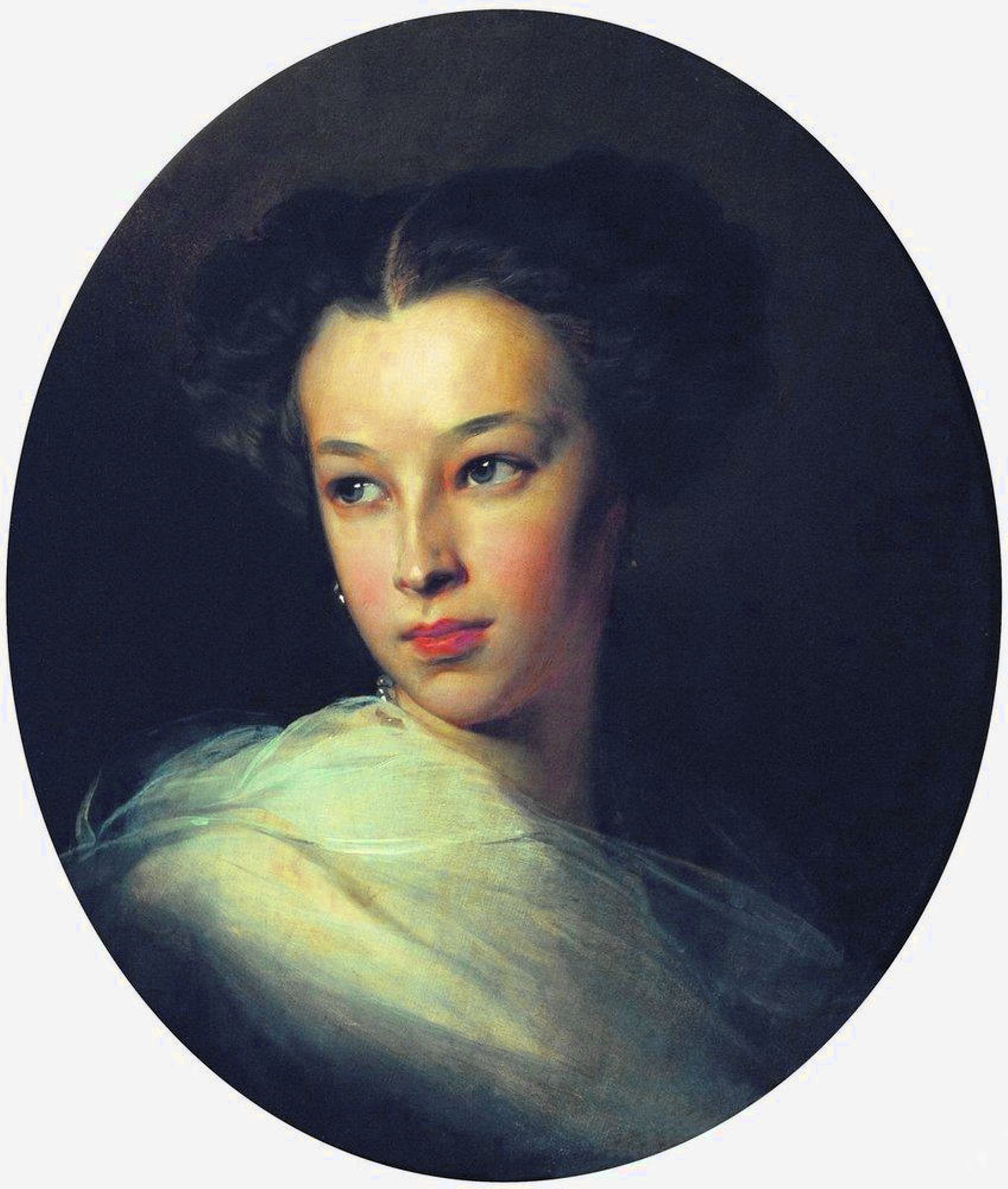
ナターリヤ・プーシキナ

1856年、ニコラウスは兄のナッサウ公アドルフの名代としてロシア皇帝アレクサンドル2世の戴冠式に出席した。このとき、高名な詩人アレクサンドル・プーシキンの娘ナターリヤ・アレクサンドロヴナ・プーシキナ（Наталья Александровна Пушкина, 1836年 - 1913年）と知り合い、愛人関係になった。ナターリヤはミハイル・ドゥーベルト（Михаил Леонтьевич Дубельт, 1822年 - 1900年）という将軍の妻だったが、夫婦仲が悪く、1862年に夫と3人の子供を捨ててニコラウスに走った。ドゥーベルトとの離婚は1868年5月18日に成立した。
1868年7月1日、ナターリヤと正式に結婚した。この結婚は貴賤結婚とされたため、ニコラウスの義兄であるヴァルデック＝ピルモント侯ゲオルク・ヴィクトルの計らいにより、ナターリヤおよび彼女とニコラウスとの間に生まれる子供はメーレンベルク伯爵（夫人）の称号を名乗ることになった。夫妻は1869年より亡くなるまでヴィースバーデンに構えたヴィラで暮らした。

## 子女
妻ナターリヤとの間に1男2女をもうけた。
- ゾフィー（1861年 - 1929年） - 1891年、ロシア大公ミハイル・ミハイロヴィチと結婚
- アレクサンドラ（1869年 - 1950年） - 1914年、マッシモ・デ・エリアと結婚
- ゲオルク（1871年 - 1948年）